# 拉哈镇
拉哈镇是中国黑龙江省齐齐哈尔市讷河市下辖的一个镇。

## 行政区划
桥头溪乡下辖以下地区：
文昌社区、中兴社区、东岗社区、红光社区、西城社区、四季青村和回民村。